# Алексей II Комнин
Алексей II Комнин (14 сентября 1169 — октябрь 1183, Константинополь) — византийский император (1180—1183), сын Мануила I Комнина. По приказу своего дяди Андроника Комнина задушен в 1183 году тетивой от лука, после чего Андроник ненадолго узурпировал власть и женился на юной вдове племянника. Его ранняя смерть вызвала появление многочисленных самозванцев (см. Лже-Алексей).

## Отцовские планы
Своим появлением на свет Алексей успел разрушить планы отца. Мануил желал женить на собственной дочери Марии венгерского принца Белу III, и тем самым объединить два государства.
Однако с появлением на свет наследника этот проект уже был неосуществим, и император заставил представителей знати принести клятву верности своему будущему наследнику, который с увлечением занимался охотой и играми со своими друзьями. Таким образом, перед своей смертью в 1180 году, базилевс мог быть спокоен за будущее империи.

## Борьба за регентство
24 сентября 1180 года Мануил умер, дав старт противостоянию двух партий: западной и патриотической. Первую возглавляла его супруга Мария Антиохийская и её любовник протосеваст Алексей Комнин. Их поддерживала латинская община Константинополя, включавшая в себя европейских купцов и воинов.
Участники второй группировки отрицательно относились к ориентации на Запад покойного правителя и опасались за жизнь юного императора. В состав партии входили представители императорской семьи и знати, а также духовенство. К ним примкнул и двоюродный брат Мануила Комнина — Андроник Комнин, давно мечтавший о престоле. Зимой 1181 года было совершено покушение на протосеваста, и хоть заговор провалился, заговорщики не были преданы казни, из-за их популярности. Главы западной партии выводов не сделали, по-прежнему продолжать расточать казну. На севере бывший наследник византийской короны Бела III отобрал города Далмации.

## Резня латинов
На Пасху, 5 апреля 1182 года, Мария Порфирородная вместе с мужем бежали в церковь Святой Софию и потребовали помощи у патриарха в свержении протосеваста. Пока Мария Антиохийская и ее любовник размышляли, что же делать, к Константинополю, подошли войска Андроника Комнина. 2 мая 1182 года, Мария Антиохийская отдала приказ наёмникам латинянам осадить церковь. Люди Андроника начали распространять среди жителей столицы слухи о том, что Мария Антиохийская вместе со своим любовником Алексеем предала Византию и в обмен на военную помощь латинян готова отдать им столицу, и поэтому варяжская гвардия схватила протосеваста Алексея и отдала Андронику Комнину, который ослепил соперника.
В столице начались нападения на итальянских купцов, священников и членов их семей, которых было в столице более 60 000. Лишь немногие бежали на корабли и позже нападали на прибрежные территории и острова Эгейского моря, принадлежавшие Византии. Столица сделалась неуправляемой. Андроник Кондостефан с остатком наёмников и флотом, последней надёжной силой правительства, перешёл к мятежнику.

## В руках Андроника
Вступив в столицу, Андроник сразу присягнул на верность малолетнему императору Алексею II в качестве регента, который вместе с матерью переехал в Манганский дворец в пригороде столицы Филопатионе. Андроник же со своими слугами занял Влахернский дворец.
Когда тело покойника принесли к Андронику, он толкнул его ногой в бок и обругал его родителей, назвав отца клятвопреступником и обидчиком, а мать бесстыдной и всем известной кокеткой; потом иглой прокололи ему ухо, продели нитку, прилепили к ней воск и приложили печать, которая была на перстне Андроника. Затем приказано было отрубить голову и тотчас принести к Андронику, а остальное тело бросить в воду. Когда приказание было исполнено, голову тайно бросили в так называемый катават, а тело, закупоренное в свинцовом ящике, опустили на дно моря.
Затем начались репрессии в адрес родовой знати, жертвами которых стали Мария Порфирородная и её муж Рене Монферрат, а также и Мария Антиохийская. Суд над последней был весьма скор: её заточили в монастырь святого Диомеда, где держали впроголодь. Лишь спустя несколько дней, когда Андроник уговорил Алексея подписать смертный приговор, она была задушена в присутствии слуги регента — Константина Трипсиха

## Смерть
В сентябре 1183 года Андроник был провозглашён соправителем Алексея II в Михайловском дворце Константинополя, при этом толпа с радостью взирала на это действо. Спустя несколько дней на заседании Совета было решено избавиться от наследника Мануила, сторонники регента упоминали стих Гомера: «Нехорошо многовластье, единый да будет властитель». Трипсих и Феодор Дадибрин убили юного императора, задушив тетивой от лука. После этого престарелый Андроник женился на его вдове — одиннадцатилетней французской принцессе Анне.